# Лот (прибор)

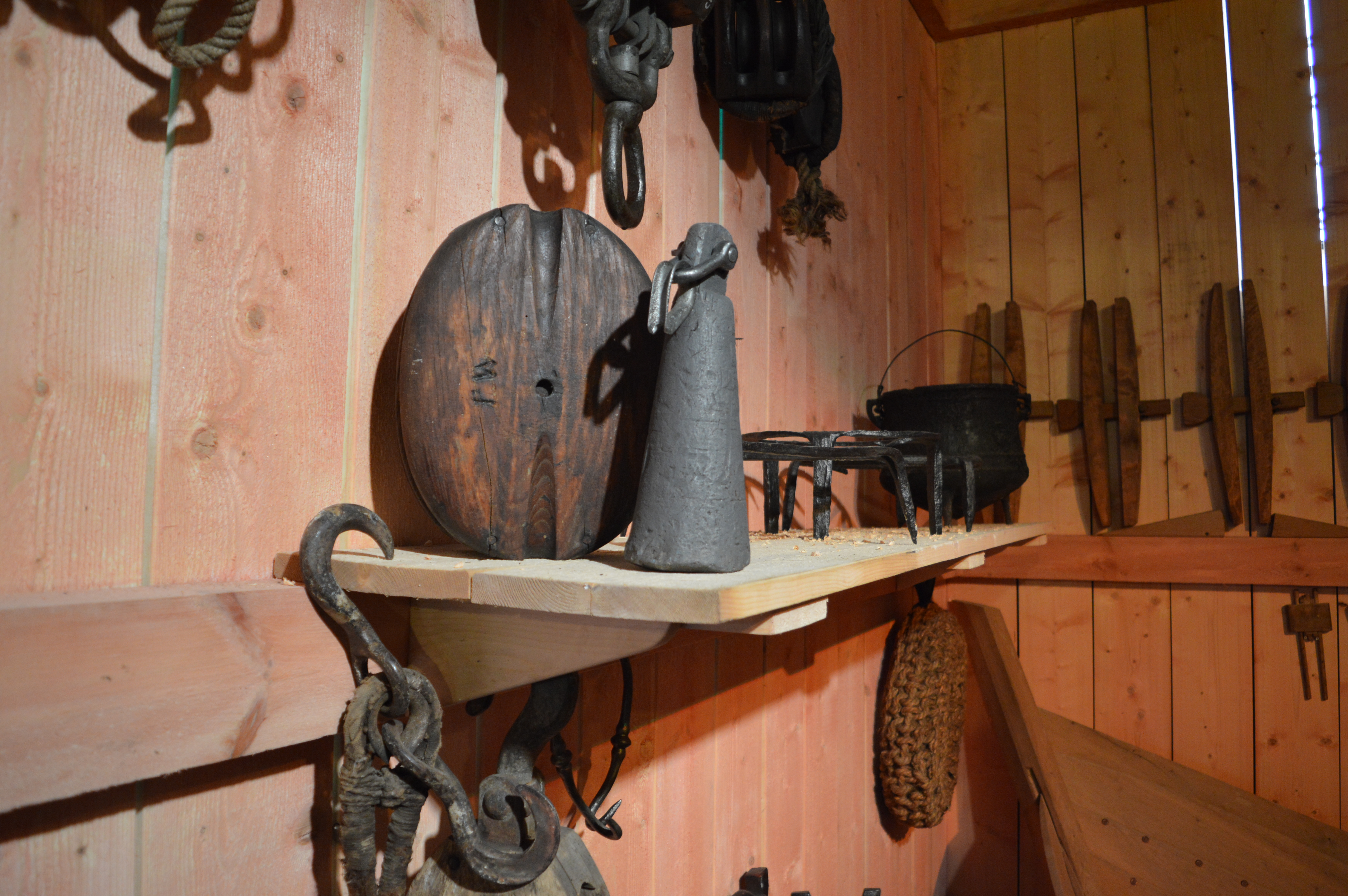
Свинцовый груз лота XIX века

Лот (от нидерл. lood или нем. Lоt, lôt — «грузило» < «свинец», производного от той же основы, что fließen — «течь, литься», свинец получил такое имя в нем. яз. по своей плавкости) — гидрографический и навигационный прибор для измерения глубины водоёма. Лотовый — человек, который бросает лот.

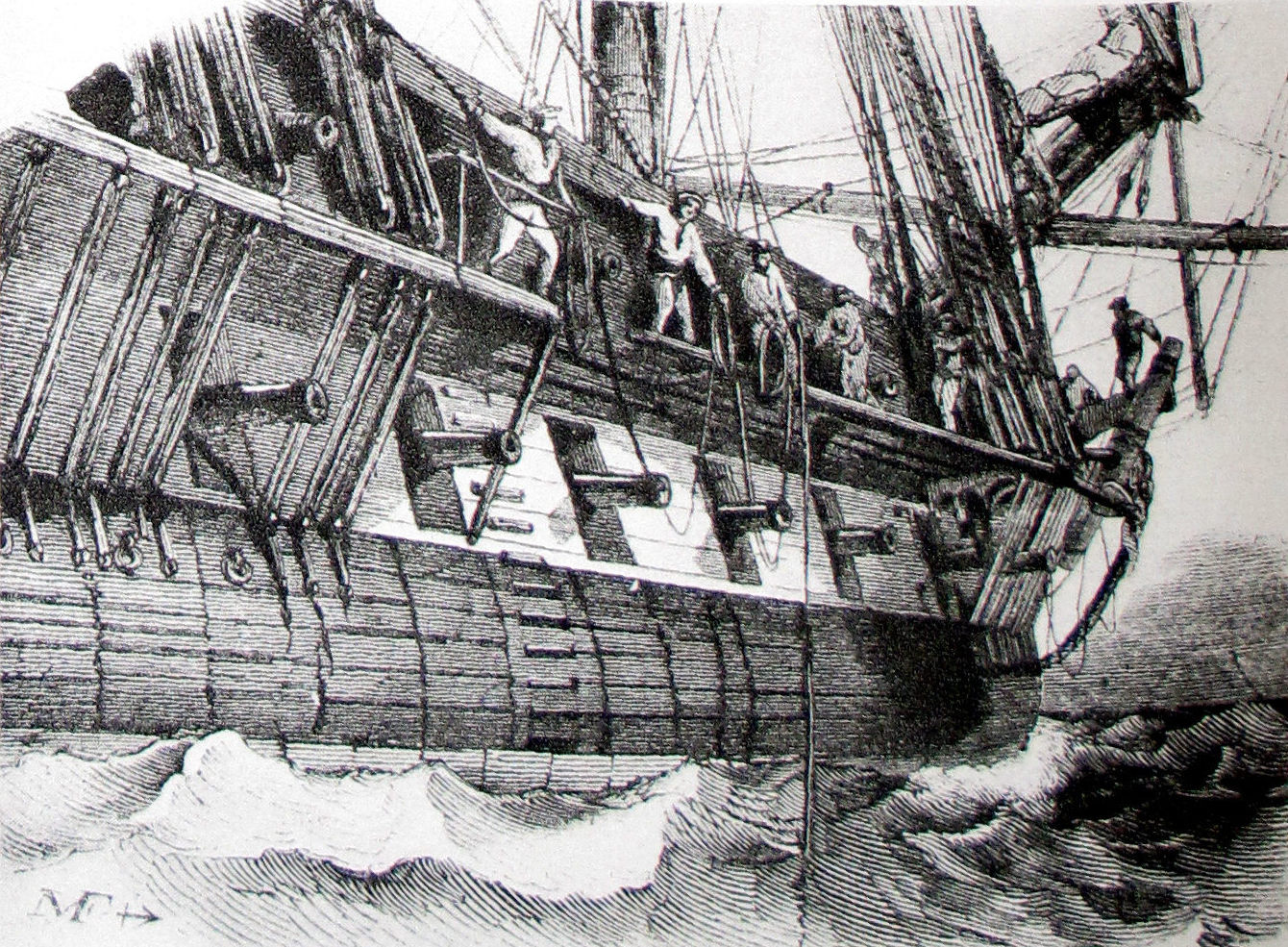
Моряки измеряют глубину с помощью лота в XIX веке

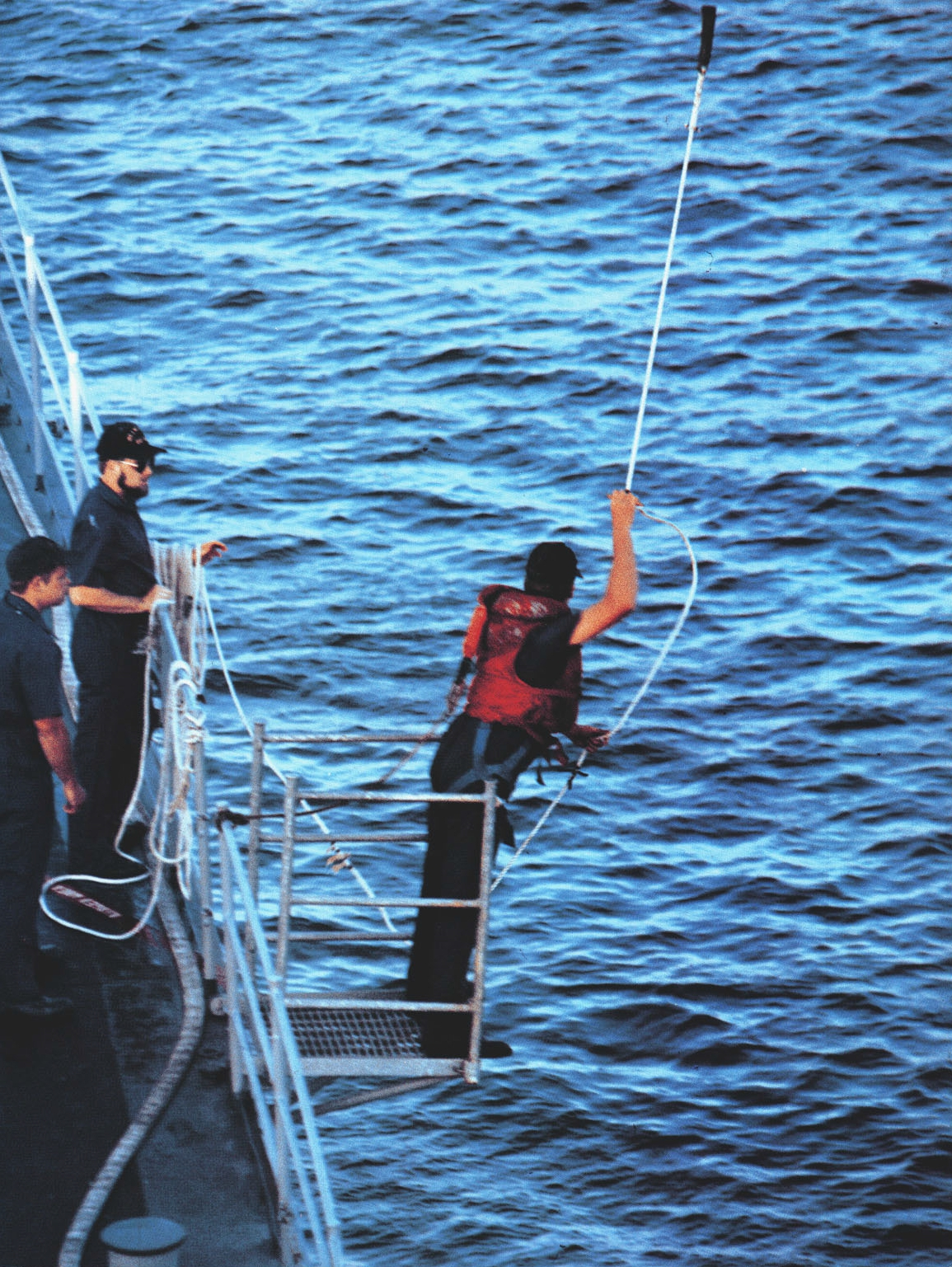
Мостик для ручного измерения глубины с помощью лота на современном военном корабле

## История
Первоначально (во времена парусного флота) в качестве лота использовалась гиря, обычно свинцовая, с тонкой верёвкой (лотлинем) для измерения глубины. Лот опускался с носовых русленей судна. Иногда на нижней части гири формировалось углубление, в которое вкладывалось сало или смесь сала и толчёного мела, чтобы к нему прилипали частицы грунта для определения характера дна.
Первоначально глубины измерялись обычным лотом лишь вблизи берегов. Впервые попытался измерить большую глубину Магеллан в начале XVI века в Тихом океане, но это ему не удалось. Вплоть до XIX века даже великие океанские путешественники не знали глубины океана в проплываемых местах. Причина неудач крылась в неспособности определения момента достижения грузом дна при больших глубинах. Впервые придумал способ измерения океанских глубин Джеймс Росс во время британской антарктической экспедиции 1830—1840-х годов: момент достижения грузом дна определялся им по изменению скорости вытравливания лотлиня с равномерно-замедленной на равномерную. Однако достать лотлинь после достижения грузом дна не удавалось из-за большой массы груза. В 1854 году Джон Брук, используя идею Петра I (по словам его начальника М. Ф. Мори), изобрёл лот с отделяющимся грузом, что позволило по достижении им дна брать образец грунта и доставлять его на поверхность. Лотом Брука были проведены первые систематические измерения океанских глубин для первого трансатлантического телеграфного кабеля, их в 1850-х годах выполнили Берриман (Otway H. Berryman) на судне Arctic и Дейман (Joseph Dayman) на судне Cyclops и судне Gorgon, а М. Ф. Мори составил первую батиметрическую карту северной Атлантики. В 1870 году Вильям Томсон, фактически независимо используя забытую идею 50-летней давности Э. Х. Ленца, предложил лот нового типа: лотлинь был проволочный в отличие от использовавшегося тросового и при вытравливании тормозился со всё возрастающей силой, равной весу в воде вытравленной части лотлиня. Ввиду этого вытравливание лотлиня обусловливалось лишь массой груза, и оно автоматически прекращалось по достижении грузом дна. Проволочный лот подобной конструкции не потерял своего значения и после изобретения эхолота: в 1950-х годах звуковой лот имел большое преимущество при гидрографических работах, однако для океанографических работ проволочный лот был также необходим.

## Описание
Лоты по принципу измерения глубины делятся на ручные, механические и гидроакустические (эхолоты):
- Ручной лот представляет собой конический или пирамидальный груз массой 3,5–5 кг, с закреплённым тросом-лотлинем, на который нанесены метровые или футовые метки (марки). Существует разновидность лота — диплот (нидерл. dieplood или англ. deeploot), который используется для измерения больших глубин, и отличается особо тяжёлым грузом в 20–30 кг. Измерение идёт по отсчёту длины лотлиня при ослаблении натяжения в момент касания дна. Недостатком лотов этого типа является необходимость проведения измерений на малой скорости (до 3–5 узлов, то есть 5–9 км/ч на глубинах до 50 м) или при остановке судна и трудность определения момента касания дна на больших глубинах.
- Механический лот представляет собой прибор для измерения гидростатического давления воды у дна, простейший вариант механического лота — вертикальная заполненная воздухом трубка, запаянная с верхней стороны и погружённая нижним открытым концом в воду. Глубина определяется по высоте подъёма воды (например, по смыву или изменению цвета краски, нанесённой на внутренние стенки трубки). Так как вертикальность лотлиня в случае измерений механическим лотом значения не имеет, механический лот может использоваться для измерений глубин до 200 метров на ходу (до 16 узлов, то есть 28 км/ч). Механические лоты для измерения больших глубин называют глубомерными машинами.
- Эхолот измеряет глубины по времени прохождения акустического импульса, отражённого от дна.

В настоящее время лоты в качестве навигационных приборов практически повсеместно вытеснены эхолотами, однако при океанографических исследованиях используются лоты-батометры, снабжённые устройствами для измерения температуры, отбора проб воды на глубине и грунтозахватами для отбора проб донного грунта.
Также «лотом» называют каменный или металлический груз, применяемый для коррекции курса или задержания сплавных судов, плотов или буксируемых за судном караванов.